# Cheryl Dickey
Cheryl Lynn Dickey (* 12. Dezember 1966 in Houston, Texas) ist eine ehemalige US-amerikanische Hürdenläuferin, die sich auf die 100-Meter-Distanz spezialisiert hat. Ihren größten Erfolg feierte sie mit dem Gewinn der Bronzemedaille über 60 m Hürden bei den Hallenweltmeisterschaften 1997 in Paris.

## Sportliche Laufbahn
Cheryl Dickey wuchs in Texas auf und absolvierte ein Studium an der Texas Southern University in Houston. Erste internationale Erfahrungen sammelte sie im Jahr 1991, als sie bei den Hallenweltmeisterschaften in Sevilla mit 8,28 s in der ersten Runde im 60-Meter-Hürdenlauf ausschied. 1995 belegte sie bei den Hallenweltmeisterschaften in Barcelona in 8,19 s den sechsten Platz und im Jahr darauf nahm sie an den Olympischen Sommerspielen in Atlanta teil und schied dort mit 12,92 s im Viertelfinale über 100 m Hürden aus. 1997 gewann sie bei den Hallenweltmeisterschaften in Paris in 7,84 s die Bronzemedaille über 60 m Hürden hinter den Jamaikanerinnen Michelle Freeman und Gillian Russell. Im Jahr darauf belegte sie bei den Goodwill Games in New York City in 13,40 s den siebten Platz über 100 m Hürden und 1999 kam sie bei den Hallenweltmeisterschaften in Maebashi mit 8,07 s nicht über den Vorlauf über 60 m Hürden hinaus. 2000 bestritt sie ihre letzte Wettkampfsaison und beendete daraufhin ihre aktive sportliche Karriere im Alter von 34 Jahren.
1998 wurde Dickey US-amerikanische Meisterin im 100-Meter-Hürdenlauf sowie 1997 Hallenmeisterin über 60 m Hürden.

## Persönliche Bestleistungen
- 100 m Hürden: 12,72 s (+0,9 m/s), 20. Juni 1998 in New Orleans
  - 60 m Hürden: 7,84 s, 9. März 1997 in Paris